# Hooggerechtshof van de Verenigde Staten
Het Hooggerechtshof van de Verenigde Staten (Engels: Supreme Court of the United States, afgekort tot SCOTUS) is het hoogste federale gerechtshof in het rechtssysteem van de Verenigde Staten, gevestigd in de hoofdstad Washington D.C.
Sinds het aannemen van de Circuit Judges Act in 1869 bestaat het Hooggerechtshof uit negen rechters. Het gaat om één opperrechter of Chief Justice en acht gewone rechters of Associate Justices. De rechters worden benoemd door de Senaat na nominatie door de president. Zij worden benoemd voor het leven, tenzij zij terugtreden, pensioneren of worden afgezet.
Het Hooggerechtshof is het enige Amerikaanse gerechtshof dat specifiek is opgenomen in de Grondwet van de Verenigde Staten. Daarnaast richtte het Congres 95 Federal District Courts en dertien Federal Courts of Appeals op. Dit zijn respectievelijk de federale rechtbanken in eerste aanleg en de federale rechtbanken in hoger beroep.
De Federal Courts houden zich bezig met zaken die de Amerikaanse Grondwet, het federaal recht of federale verdragen aangaan. Daarnaast zijn ze verantwoordelijk voor het zeerecht en voor de aangelegenheden waarbij buitenlandse burgers of regeringen of de Amerikaanse federale regering zelf betrokken zijn.
Met enige uitzonderingen worden alleen beroepszaken behandeld door het Hooggerechtshof. Bij de meeste van deze gevallen gaat het om geschillen over de uitleg en grondwettelijkheid van de handelingen en van wetten, die door het Congres of door afzonderlijke staten ingevoerd zijn.
Anders dan bijvoorbeeld bij het Belgische Hof van Cassatie of de Nederlandse Hoge Raad behandelen de negen rechters van het Hooggerechtshof lang niet alle zaken die het Hof worden voorgelegd. Rechtzoekenden kunnen een petition for a writ of certiorari indienen. In veel gevallen volgt een eenregelige beslissing dat dit verzoek is afgewezen. Dat betekent dat de rechters de zaak niet van voldoende belang vinden in het kader van hun rechtsvormende taak en niet dat de aanvrager geen gelijk heeft.

## De rechters

### Aantal rechters
Artikel III van de Grondwet van de Verenigde Staten vermeldt het Hooggerechtshof, maar vermeldt niet het aantal rechters dat erin dient te zetelen. De Judiciary Act van 1789 legde dit aantal vast op zes rechters. De Midnight Judges Act van 1801 bepaalde vervolgens dat het Hooggerechtshof nog slechts uit vijf rechters zou bestaan vanaf de eerstvolgende vacante positie, al werd dit reeds teruggedraaid met de Judiciary Act van 1802. Hierdoor heeft de wet van 1801 in de praktijk geen betekenis gehad en is het aantal rechters ononderonderbroken op ten minste zes gebleven. Naarmate meer staten zich bij de Verenigde Staten aansloten, werden er nieuwe circuits opgericht, met name het Hof van Beroep voor het 7e circuit in 1807, de Hoven van Beroep voor het 8e en voor het 9e circuit in 1837 en het Hof van Beroep voor het 10e circuit in 1863. Hierbij werd het aantal rechters in het Hooggerechtshof achtereenvolgens verhoogd tot zeven in 1807, tot negen in 1837 en zelfs tot tien in 1863.
In 1866 werd, op aansturen van toenmalig Chief Justice Salmon Chase, de Judicial Circuits Act aangenomen, die bepaalde dat de volgende drie rechters wier mandaat zou aflopen, niet zouden worden vervangen.
Hierdoor zou de omstreden president Andrew Johnson geen nieuwe rechters kunnen benoemen. Door deze wet verdween eerst een zetel in 1866 en vervolgens nog een zetel in 1867, wat het aantal rechters op acht bracht. Na het vertrek van Johnson heeft de Judiciary Act van 1869, ook wel de Circuit Judges Act geheten, het aantal rechters bepaald op negen. Tot op vandaag is dit aantal behouden, al stond het op de helling in 1937.

#### The switch in time that saved nine
President Franklin Delano Roosevelt werd in zijn aanpak van de economische depressie sterk gehinderd door procedures bij het Hooggerechtshof, die jaren duurden door het trage werktempo van de hoogbejaarde rechters, die "the nine old men" werden genoemd. Roosevelt probeerde een leeftijdsgrens van 70 jaar in te voeren. Toen dat was mislukt, diende hij begin 1937 een wet in die hem toestond, om voor elke rechter boven de 70 een extra rechter te benoemen om de werkdruk te verlichten. Op dat moment betrof het al zes van de negen rechters, zodat het totaal volgens de wet op vijftien zou komen. Door een ommekeer in de rechtspraak van rechter Owen Roberts, bleek dit in april 1937 echter niet langer nodig. Deze gebeurtenissen noemt men the switch in time that saved nine.
Aan het gegeven van hoogbejaarde en ziekelijke rechters die weigeren op te stappen, is intussen nog niets veranderd. Het idee om het aantal rechters uit te breiden, is sinds 2019 weer in zwang, vooral na de dood van Ruth Bader Ginsburg in september 2020. Ginsburg was hier zelf op tegen omdat het Hooggerechtshof daardoor als partijdig zou kunnen worden beschouwd.

### Ideologie
Hoewel de rechters worden voorgedragen door de zittende president worden ze geacht geen partijpolitiek te bedrijven. Desondanks is er geen verbod om lid zijn van een politieke partij. De rechters worden in informele en politieke kringen echter vaak gecategoriseerd als conservatief, liberaal of gematigd in hun oordelen. Van de huidige rechters worden Roberts, Thomas, Alito, Gorsuch, Kavanaugh en Coney Barrett als conservatief beschouwd, en Sotomayor, Kagan en Brown Jackson als liberaal. Opperrechter Roberts heeft na het terugtreden van Anthony Kennedy veelal de brug tussen de conservatieve en liberale rechters gevormd.

## Huidige rechters
| Nr. | Opperrechter (Chief Justice)  | Opperrechter (Chief Justice)  | Sinds             | Confirmatiedatum Uitslag | Benoemd door president | Leeftijd bij benoeming | Staat           | Voorganger          |
| --- | ----------------------------- | ----------------------------- | ----------------- | ------------------------ | ---------------------- | ---------------------- | --------------- | ------------------- |
| 109 | John Roberts                  | John Roberts (1955)           | 29 september 2005 | 29 september 2005 78–22  | George W. Bush         | 50                     | Maryland        | William Rehnquist   |
| Nr. | Rechters (Associate Justices) | Rechters (Associate Justices) | Sinds             | Confirmatiedatum Uitslag | Benoemd door president | Leeftijd bij benoeming | Staat           | Voorganger          |
| 106 | Clarence Thomas               | Clarence Thomas (1948)        | 23 oktober 1991   | 15 oktober 1991 52–48    | George H.W. Bush       | 43                     | Georgia         | Thurgood Marshall   |
| 110 | Samuel Alito                  | Samuel Alito (1950)           | 31 januari 2006   | 31 januari 2006 58–42    | George W. Bush         | 55                     | New Jersey      | Sandra Day O'Connor |
| 111 | Sonia Sotomayor               | Sonia Sotomayor (1954)        | 8 augustus 2009   | 6 augustus 2009 68–31    | Barack Obama           | 55                     | New York        | David Souter        |
| 112 | Elena Kagan                   | Elena Kagan (1960)            | 7 augustus 2010   | 5 augustus 2010 63–37    | Barack Obama           | 50                     | Massachusetts   | John Paul Stevens   |
| 113 | Neil Gorsuch                  | Neil Gorsuch (1967)           | 10 april 2017     | 7 april 2017 54–45       | Donald Trump           | 49                     | Colorado        | Antonin Scalia      |
| 114 | Brett Kavanaugh               | Brett Kavanaugh (1965)        | 6 oktober 2018    | 6 oktober 2018 50–48     | Donald Trump           | 53                     | Maryland        | Anthony Kennedy     |
| 115 | Amy Barrett                   | Amy Barrett (1972)            | 27 oktober 2020   | 26 oktober 2020 52–48    | Donald Trump           | 48                     | Indiana         | Ruth Ginsburg       |
| 116 | Ketanji Brown Jackson         | Ketanji Brown Jackson (1970)  | 30 juni 2022      | 7 april 2022 53–47       | Joe Biden              | 51                     | Washington D.C. | Stephen Breyer      |

### Voormalige rechters
Er zijn momenteel twee voormalige rechters van het Hooggerechtshof die nog in leven zijn. Gepensioneerde rechters nemen niet meer deel aan de werkzaamheden van het Hooggerechtshof zelf, maar kunnen door de opperrechter worden aangewezen juridische werkzaamheden te verrichten in een lagere federale rechtbank (28 U.S. Code § 294(a)), meestal een van de hoven van beroep. De laatste rechter die overleed was David Souter op 9 mei 2025 85-jarige leeftijd.
| Nr. | Rechters (Associate Justices) | Rechters (Associate Justices) | Termijn          | Termijn      | Anciënniteit | Confirmatiedatum Uitslag | Benoemd door President | Gepensioneerd onder President | Leeftijd bij benoeming en pensionering | Staat         | Voorganger     | Opvolger              |
| --- | ----------------------------- | ----------------------------- | ---------------- | ------------ | ------------ | ------------------------ | ---------------------- | ----------------------------- | -------------------------------------- | ------------- | -------------- | --------------------- |
| 104 | Anthony Kennedy               | Anthony Kennedy (1936)        | 18 februari 1988 | 31 juli 2018 | 30 jaar      | 3 februari 1988 97–0     | Ronald Reagan          | Donald Trump                  | 51–82                                  | Californië    | Lewis Powell   | Brett Kavanaugh       |
| 108 | Stephen Breyer                | Stephen Breyer (1938)         | 3 augustus 1994  | 30 juni 2022 | 27 jaar      | 29 juli 1994 87–9        | Bill Clinton           | Joe Biden                     | 55–83                                  | Massachusetts | Harry Blackmun | Ketanji Brown Jackson |

## Benoemingsprocedure

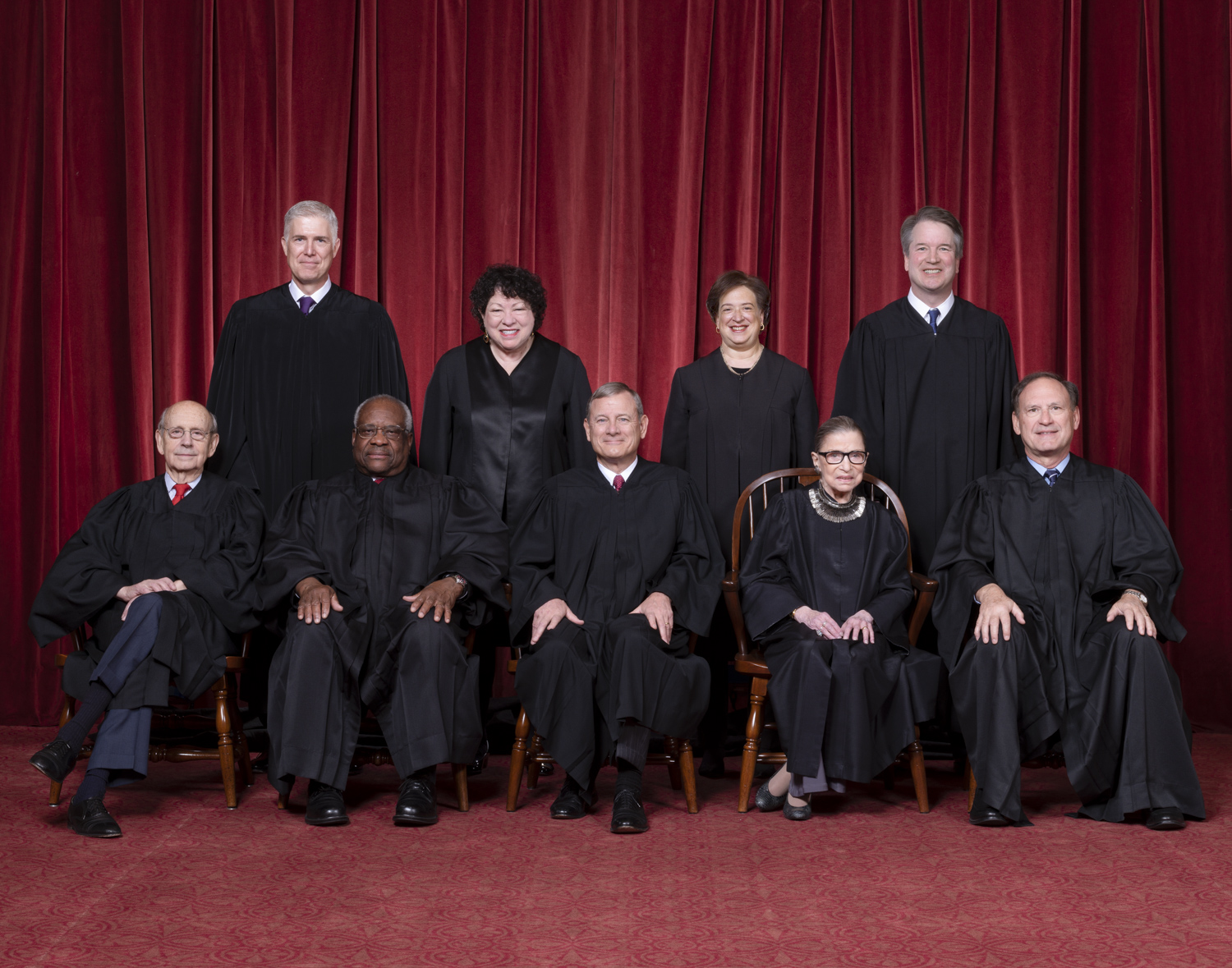
Het Roberts Court in de samenstelling, vanaf oktober 2018. Op de voorste rij, van links naar rechts: Stephen Breyer, Clarence Thomas, John Roberts (Chief Justice), Ruth Bader Ginsburg, en Samuel Alito. Op de achterste rij, van links naar rechts: Neil Gorsuch, Sonia Sotomayor, Elena Kagan, en Brett Kavanaugh.

De president van de Verenigde Staten nomineert kandidaat-rechters, die ter goedkeuring aan de Senaat moeten worden voorgedragen. De benoeming is voor het leven, zodat de beslissingen van de rechters niet beïnvloed kunnen zijn door dreigementen met ontslag. Rechters kunnen in principe niet worden ontslagen. Vaak blijven de Amerikaanse rechters ook echt zo lang zitten als zij willen, en soms kiezen ze pas op zeer hoge leeftijd voor een senior status.
Het kan daarom van belang zijn of een rechter kort vóór of kort na een presidentswisseling overlijdt of ontslag neemt, want de zittende president van dat moment bepaalt mede wie zijn of haar opvolger is. Tevens is het van belang of de partij die de meerderheid heeft in de Senaat ook de partij is van de president. Indien dit niet zo is, is de president genoodzaakt een consensusfiguur voor te dragen, kan het gebeuren dat de genomineerde kandidaat niet wordt benoemd, zoals in 2016 gebeurde, waarbij de door de Democratische president Obama genomineerde kandidaat Merrick Garland niet werd bevestigd door de door de Republikeinen gedomineerde Senaat.
De benoeming voor het leven is echter ook voor presidenten een manier om nog geruime tijd invloed te laten gelden, ook na het presidentschap en zelfs na het overlijden van de president. Zo trad Clarence Thomas toe tot het Hooggerechtshof in 1991, nadat hij was voorgedragen door president George Herbert Walker Bush. Zijn presidentschap liep reeds in 1993 ten einde en hij overleed in 2018. Zijn rechter Thomas zetelt echter tot op vandaag in het Hooggerechtshof. Een ander voorbeeld is Anthony Kennedy. Hij werd benoemd tijdens het laatste jaar van de tweede ambtstermijn van de Republikein Ronald Reagan. Kennedy bleef rechter tot 2018, hoewel het presidentschap van Reagan reeds in 1989 ten einde kwam en die overleed in 2004.
Vanwege het levenslang mandaat is het ook onvoorspelbaar hoeveel rechters een president kan benoemen in het Hooggerechtshof. Onder het presidentschap van Jimmy Carter bijvoorbeeld, dat duurde van 1977 tot 1981, werd geen enkele rechter benoemd, terwijl diens opvolger, Ronald Reagan, dan weer drie rechters kon benoemen en één rechter kon promoveren tot Chief Justice.

### Benoemingen door Barack Obama
Tijdens het presidentschap van Barack Obama werden twee nieuwe Associate Justices benoemd: Sonia Sotomayor in 2009 en Elena Kagan in 2010.
David Souter, die genomineerd was door de Republikeinse president George H.W. Bush in 1990, verliet in 2009 het Hooggerechtshof. De Democratische president op dat moment, Barack Obama, nomineerde Sonia Sotomayor als zijn opvolger. Sotomayor werd in een door de Democraten gecontroleerde Senaat bevestigd met 68 stemmen tegen 31 en werd daarmee de derde vrouw in de geschiedenis die zou zetelen in het Hooggerechtshof, na Sandra Day O'Connor en Ruth Bader Ginsburg.
John Paul Stevens trad een jaar later, in 2010, terug uit het Hooggerechtshof. Ook hierbij nomineerde president Obama een vrouw, namelijk Elena Kagan. Zij was de eerste rechter sinds lange tijd die voordien geen ervaring had als rechter. Haar nominatie werd bevestigd door 63 senatoren. 37 senatoren stemden tegen.
Op 13 februari 2016 overleed zittend rechter Antonin Scalia, die als duidelijk conservatief bekendstond. Dit gebeurde bijna negen maanden voor de presidentsverkiezingen van 2016 en bijna een jaar voor het voorziene einde van de termijn van toenmalig president Barack Obama. De Republikeinen, die op dat moment de meerderheid hadden in de Senaat, meenden dat de voordracht van een nieuwe rechter aan de volgende president moest worden overgelaten. Zij weigerden daarom de kandidatuur van de door Obama voorgedragen en als gematigd bekend staande Merrick Garland in overweging te nemen, waardoor de benoeming van een nieuwe rechter over de presidentsverkiezingen heen werd getild en het Hooggerechtshof gedurende meer dan een jaar met acht rechters zetelde, wat meermaals staking van stemmen opleverde.

### Benoemingen door Donald Trump
Tijdens het presidentschap van Donald Trump werden tot op heden drie nieuwe Associate Justices benoemd: Neil Gorsuch in 2017, Brett Kavanaugh in 2018 en Amy Barrett in 2020.
Op 19 oktober 2016, enkele weken voor de Amerikaanse presidentsverkiezingen van 2016 op 8 november 2016, gaf de Republikeinse kandidaat Donald Trump tijdens het derde en laatste debat met zijn Democratische opponente Hillary Clinton te kennen welk type rechters hij zou voordragen indien hij president zou worden. "The justices that I'm going to appoint will be pro-life. They will have a conservative bent. They will be protecting the Second Amendment.", zo verklaarde hij. Hiermee bedoelde hij enerzijds rechters die het precedent Roe v. Wade zouden herroepen, een uitspraak van het Hooggerechtshof uit 1973 die wetgeving die abortus verbood strijdig achtte met de Grondwet van de Verenigde Staten. Anderzijds bedoelde hij hiermee dat hij rechters zou nomineren die tegen beperkingen zijn aan de vrije wapendracht, zoals bepaald in het tweede amendement van de Grondwet van de Verenigde Staten.
Op 31 januari 2017 maakte de pas op 20 januari ingezworen president Donald Trump bekend dat hij Neil Gorsuch, rechter bij het Hof van Beroep voor het 10e circuit, nomineerde om de plaats op te vullen die bijna een jaar daarvoor was vrijgekomen door het overlijden van Scalia. Ondanks verzet van Democratische senatoren kon de benoeming van Gorsuch op 7 april 2017 bevestigd worden met 54 stemmen tegen 45, na het afschaffen van de filibuster voor zulke benoemingen.
Op 27 juni 2018 maakte Anthony Kennedy bekend dat hij per 31 juli 2018 met pensioen zou gaan. Hij werd opgevolgd door Brett Kavanaugh. De benoemingsprocedure van Kavanaugh voltrok zich kort voor de midterm-verkiezingen op 6 november van dat jaar. Nadat president Trump Kavanaugh had genomineerd op 9 juli 2018, kwamen meerdere vrouwen naar buiten met beschuldigingen van seksueel misbruik. Een van hen, Christine Blasey Ford, getuigde hierover voor het Senate Judiciary Committee, de Senaatscommissie die zich buigt over benoemingen van rechters. Kavanaugh verdedigde zich vervolgens voor deze commissie en ontkende iedere beschuldiging. Vanwege de beschuldigingen ontstond er twijfel of er wel een meerderheid van de senatoren zou te vinden zijn om hem te benoemen als rechter in het Hooggerechtshof. In deze controversiële en sterk gemediatiseerde benoemingsprocedure werd de benoeming van Kavanaugh uiteindelijk toch goedgekeurd, aanvankelijk door de commissie met een nipte meerderheid van 11 stemmen tegen 10 en vervolgens op 6 oktober door de voltallige Senaat met een eveneens nipte meerderheid van 50 stemmen tegen 48. Gedurende de benoemingsprocedure hadden de Republikeinen een meerderheid van 51 op de 100 Senaatszetels. In de commissie stemden alle Republikeinse senatoren voor en alle Democratische senatoren tegen de benoeming. In de voltallige Senaat op 6 oktober 2018 namen uiteindelijk 98 senatoren deel aan de stemming. Bij de Republikeinen was senator Steve Daines afwezig en nam senator Lisa Murkowski niet deel aan de stemming. Bij de Democraten stemden alle senatoren tegen, behalve Joe Manchin. Deze senator uit West Virginia diende een maand later, bij de midterm-verkiezingen van 6 november, immers te worden herverkozen in zijn staat, waar een meerderheid van de inwoners voor de Republikeinse presidentskandidaat Trump had gestemd tijdens de presidentsverkiezingen van 2016. Manchin raakte overigens herverkozen.
Op 26 september 2020, enkele weken voor de presidentsverkiezingen van 3 november 2020, werd Amy Barrett door Trump voorgedragen als opvolger van de overleden Ruth Bader Ginsburg in het hooggerechtshof. De voordrachtsceremonie in de rozentuin van het Witte Huis zou later het eerste Super Spread Event van de COVID-19-uitbraak in het Witte Huis blijken. Op 26 oktober 2020 werd Barretts nominatie bevestigd door de Senaat met 52 stemmen voor en 48 stemmen tegen.

## Bekende uitspraken
Bekende uitspraken van het Hooggerechtshof zijn onder meer:
- Martin v. Hunter's Lessee, 20 maart 1816. Federaal Hooggerechtshof bevestigt zijn autoriteit over de staatshoven.
- Abrams v. de Verenigde Staten (1919)
- Bob Jones University v. Verenigde Staten (1983)
- Briggs v. Elliott (1952)
- Brown v. Board of Education (1954; uitspraak waarbij de rassenscheiding op scholen in strijd werd bevonden met het veertiende amendement van de Grondwet van de Verenigde Staten)
- Citizens United v. Federal Election Commission (2010; uitspraak waarbij het financieren van politieke partijen wordt beschouwd als een onderdeel van het recht op vrije meningsuiting, vastgelegd in het eerste amendement van de Grondwet van de Verenigde Staten)
- Davis v. County School Board (1954; uitspraak waarbij de rassenscheiding op scholen in strijd werd bevonden met het veertiende amendement van de Grondwet van de Verenigde Staten)
- Dobbs v. Jackson Women's Health Organization (2022; uitspraak waar Roe v. Wade werd ongedaan gemaakt)
- Doe v. Bolton (1973; uitspraak waarbij abortus als grondwettelijk recht werd beschouwd)
- Francis v. Resweber (1947; uitspraak waarbij een tweede uitvoering van de doodstraf, nadat de eerste uitvoering mislukt was, niet als een schending werd beschouwd van het beginsel ne bis in idem)
- Furman v. Georgia (1972)
- Gregg v. Georgia (1976; uitspraak waarbij een einde werd gemaakt aan de opschorting van de doodstraf)
- Hamdan v. Rumsfeld (2006; uitspraak waarbij speciale militaire tribunalen voor de gevangenen van Guantánamo Bay in strijd werden bevonden met het Amerikaanse militaire recht en het internationaal recht)
- Lawrence v. Texas (2002; uitspraak waarbij een wettelijk verbod op homoseksualiteit ongrondwettig werd bevonden)
- Marbury v. Madison (1803; uitspraak waarbij het Hooggerechtshof zich bevoegd verklaarde om over te gaan tot judicial review, het toetsen van wetten en besluiten aan de Grondwet)
- Obergefell v. Hodges (2015; uitspraak waarbij het recht werd erkend voor homoseksuele koppels om te huwen)
- Oregon v. Mitchell (1970)
- Planned Parenthood v. Casey (1992)
- Roe v. Wade (1973; uitspraak waarbij abortus als grondwettelijk recht werd beschouwd)
- Roper v. Simmons (2005; uitspraak waarbij werd bepaald dat de doodstraf niet kan worden voltrokken indien de beklaagde minderjarig was op het moment dat die de strafbare feiten stelde waarvoor hij is veroordeeld)
- Verenigde Staten v. Amistad (1841; uitspraak waarbij het transport van de Afrikanen over de Atlantische Oceaan onwettig werd bevonden vanwege het verbod op internationale slavenhandel)
- Verenigde Staten v. Lopez (1995; uitspraak waarbij werd bepaald dat de Commerce Clause uit de Grondwet niet toelaat dat er een verbod wordt ingesteld op wapendracht door leerlingen op hun school)
- West Virginia v. EPA (2022; uitspraak waarmee de klimaatambities van het federale milieuagentschap (EPA) werden beknot.)